# Сассун, Фредерик Дэвид
Фредерик Дэвид Сассун (англ. Frederick David Sassoon, иногда фамилия произносится как Сэссун, 1 мая 1853 года, Бомбей, Британская Индия — 4 мая 1917 года, Лондон, Великобритания) — видный британский предприниматель еврейского происхождения, сделавший карьеру в Британском Гонконге и Китае.

## Биография
Фредерик Дэвид Сассун родился 1 мая 1853 года в Бомбейском президентстве Британской Индии. Он был восьмым сыном Дэвида Сассуна — багдадского еврея, основавшего торговый дом David Sassoon & Co. и сколотившего огромное состояние на торговле хлопчатобумажной пряжей и опиумом между Британской Индией и Южным Китаем (Кантоном).
В 1870-х годах David Sassoon and Co занял первое место в опиумной торговле Гонконга, потеснив бывшего лидера — торговый дом Jardine, Matheson and Co. Со временем торговый дом David Sassoon and Co стал уполномоченным агентом пароходной компании Apcar and Company, которая совершала регулярные рейсы на линиях Калькутта — Гонконг и Гонконг — Шанхай — Япония.
Фредерик Сассун возглавлял семейный бизнес в Гонконге и курировал дела на Дальнем Востоке. Кроме того, в 1878—1879 и 1885—1886 годах он был председателем совета директоров The Hongkong and Shanghai Banking Corporation, с 1884 по 1887 год был членом Законодательного совета Гонконга как представитель мировых судей (на этом посту его сменил Пол Чатер), возглавлял The Bank of Hindustan, China and Japan. После переезда в Великобританию был председателем David Sassoon and Co в Лондоне и директором Imperial Bank of Persia.
Фредерик Сассун был женат на дочери Эдварда Рафаэля из другой влиятельной торгово-финансовой династии Британии и имел сына по имени Рональд Эдвард Дэвид Сассун. В октябре 1879 года пожар уничтожил угольные склады David Sassoon and Co в Гонконге. После отъезда Сассуна в Великобританию торговый дом David Sassoon and Co постепенно свернул свой бизнес в Гонконге, переместив основные интересы в Шанхай и сохраняя сильные позиции в Бомбее. Фредерик Сассун умер 14 мая 1917 года в Лондоне, оставив крупное состояние (почти 700 тыс. фунтов стерлинга).